# Aleksandr Vasil'evič Nadaškevič
Aleksandr Vasil'evič Nadaškevič (in russo Александр Васильевич Надашкевич?; Belgoraj, 1º febbraio 1897 – Mosca, 10 marzo 1967) è stato un progettista sovietico.
Nacque in Polonia, allora facente parte dell'Impero russo. Si laureò all'Università di Kiev e poi partì volontario per il fronte. Collaborò con l'OKB 156. Creò sistemi di mitragliamento e bombardamento per gli aerei Polikarpov R-1, R-5, Tupolev ANT-4, ANT-6, ANT-40, Tu-2, Tu-4, Tu-16 e Petljakov Pe-8. È sepolto al cimitero Vvedenskoe.